# Okres Kolín
Okres Kolín (deutsch Bezirk Kolin) liegt im östlichen Teil des Středočeský kraj. Das Relief des Bezirks ist eben bis leicht wellig und von Norden nach Süden ansteigend. Der tiefste Punkt ist die Oberfläche der Elbe im Norden (187 m ü. M.), im fruchtbaren Elbtal, der höchste Punkt ist Skalka (516 m ü. M.) bei Kostelní Střímelice im Südwesten des Bezirks.
In 89 Gemeinden auf 744 km² leben rund 90.500 Einwohner, davon 51 % in den Städten Český Brod, Kolín, Kouřim, Pečky, Týnec nad Labem und Zásmuky. Das Durchschnittsalter beträgt 40,2, der höchste Wert im Kreis.
Der Charakter des Bezirks lässt sich als industriell-landwirtschaftlich bezeichnen, geprägt durch mittelgroße Betriebe verschiedener Branchen. Die Hauptbranchen sind Elektrotechnik, Maschinenbau, Chemie und Druckindustrie. Der größte Arbeitgeber ist der Autobauer TPCA (Toyota Peugeot Citroën Automobile). In der Landwirtschaft werden intensiv Getreide und Zuckerrüben angebaut, zum Teil auch Gemüse und Obst.
51,6 % der Bevölkerung ist beschäftigt, der größte Teil (27,2 %) in der Industrie. Hier wie auch in der Landwirtschaft (−10 % in den letzten Jahren) nimmt der Anteil der Beschäftigten ab, steigend ist dieser im Bauwesen und im Bereich Dienstleistungen. Der Durchschnittslohn beträgt 15.998 Kronen und liegt um 8 % unter dem Landesdurchschnitt. Die Arbeitslosigkeit beträgt 10,2 %, der zweithöchste Wert im Kreis. Entspannung wird nach der Fertigstellung der TPCA erwartet, die über 2500 Mitarbeiter einstellen soll.

## Sehenswürdigkeiten
Der Bezirk gehört nicht zu den touristischen Regionen, bietet aber doch einiges Sehenswertes:
- Naturpark Voděradské Bučiny mit Buchenwäldern, Libický luh, dessen größte Fläche der Lausitzer Wald einnimmt, und V jezírkách, ein interessantes Wasserökosystem.
- In Kolín: Gotischer Dom des Hl. Bartholomäus (1260) und Jüdischer Friedhof mit Synagoge.
- In Lipany: Denkmal der Schlacht bei Lipan im Jahr 1434, bei der die radikalen Taboriten von den gemäßigten Utraquisten geschlagen wurden.
- Bei Křečhoř und auf dem Hügel Bedřichov erinnern Denkmäler an die Schlacht von Kolín, in der 1757 der preußische König Friedrich II. der Armee von Maria Theresia unterlag.

Zum 1. Januar 2007 wechselt der Ort Vrbová Lhota in den Okres Nymburk und von dort kamen die Gemeinden Choťovice, Pňov-Předhradí, Tatce und Žehuň hinzu. Černíky wechselte zum Jahresanfang 2021 aus dem Okres Nymburk. 

## Städte und Gemeinden
Barchovice - Bečváry - Bělušice - Břežany I - Břežany II - Býchory - Cerhenice - Církvice - Červené Pečky - Černíky – Český Brod - Dobřichov - Dolní Chvatliny - Dománovice - Doubravčice - Drahobudice - Grunta - Horní Kruty - Hradešín - Choťovice - Chotutice - Chrášťany - Jestřabí Lhota - Kbel - Klášterní Skalice - Klučov - Kolín - Konárovice - Kořenice - Kouřim - Krakovany - Krupá - Krychnov - Křečhoř - Kšely - Libenice - Libodřice - Lipec - Lošany - Malotice - Masojedy - Mrzky - Nebovidy - Němčice - Nová Ves I - Ohaře - Ovčáry - Pašinka - Pečky - Plaňany - Pňov-Předhradí - Polepy - Polní Chrčice - Polní Voděrady - Poříčany - Přehvozdí - Přistoupim - Přišimasy - Radim - Radovesnice I - Radovesnice II - Ratboř - Ratenice - Rostoklaty - Skvrňov - Starý Kolín - Svojšice - Tatce - Tismice - Toušice - Třebovle - Tři Dvory - Tuchoraz - Tuklaty - Týnec nad Labem - Uhlířská Lhota - Veletov - Velim - Velký Osek - Veltruby - Vitice - Volárna - Vrátkov - Vrbčany - Zalešany - Zásmuky - Žabonosy - Ždánice - Žehuň - Žiželice